# Réseau européen Mémoire et Solidarité
Le Réseau européen Mémoire et Solidarité (REMS ; en anglais European Network Remembrance and Solidarity, ENRS) a été créé en 2005, en tant qu’initiative commune par les ministres de la culture allemand, hongrois, polonais et slovaque,,. En 2014, la Roumanie a rejoint la structure,.

## Objectif
L’objectif du REMS est de documenter et de promouvoir l’étude de l’histoire européenne du vingtième siècle, et la façon dont elle est commémorée. Les centres d’intérêts évoluent autour des régimes dictatoriaux, les guerres, la résistance à l’oppression. L’organisation soutient la recherche académique, les projets éducationnels et les événements promotionnels, via un réseau international de chercheurs et d’institutions partenaires du REMS. Toutes les décisions concernant les programmes sont prises par les assemblées, les organes de contrôle internationaux du REMS.

## Coordination
Depuis 2010, les projets du REMS sont coordonnés par le Secrétariat du Réseau Européen Mémoire et Solidarité, qui a son siège à Varsovie. Entre 2010 et 2014, le Secrétariat était affilié avec le Centre National pour la Culture de Pologne. Au début 2015, le ministre polonais de la Culture et du Patrimoine National, le professeur Małgorzata Omilanowska, a nommé une nouvelle institution culturelle indépendante appelée l’Institut pour le Réseau Européen Mémoire et Solidarité.

## Activités et exemples de projets
Le REMS met en place ses propres projets mais soutient également, en termes de contenu et de financement, les actions d’institutions, d’organisations non-gouvernementales et de centres de recherches qui se focalisent sur l’étude de la mémoire. Les activités du REMS incluent : l’organisation de conférences, symposiums - par exemple le European Remembrance Symposium, séminaires et ateliers académiques ; l’organisation d’événements tels que des expositions (par exemple, Freedom Express ou encore Between Life and Death), projections de films et études ; la publication de travaux académiques, d’ouvrages scientifiques et la traduction d’ouvrages existants ; le soutien de la recherche académique ; la promotion de l’étude de l’histoire dans les médias. 

### European Remembrance Symposium
Le European Remembrance Symposium (colloque sur la mémoire européenne) est une rencontre annuelle organisée par le REMS. Son objectif est l’échange d’expériences et la création de méthodes et de formes de coopération entre institutions de différents Etats. Des représentants d’institutions européennes à vocation historique sont invités pour discuter les défis auxquels doit faire face l’idée européenne d’une culture de la commémoration, ainsi que la promotion de l’histoire du vingtième siècle, avec une emphase sur les régimes dictatoriaux. Le premier symposium a eu lieu à Gdańsk en 2012. Les éditions suivantes ont été organisées à Berlin (2013), Prague (2014), Vienne (2015), Budapest (2016), Bruxelles (2017) et Bucarest (2018).  

### Genealogies of Memory in Central and Eastern Europe
Le programme Genealogies of Memory a été initié par le REMS en 2011, basé sur un concept développé par les docteurs Joanna Wawrzyniak et Małgorzata Pakier. Il vise à faciliter l’échange académique entre les chercheurs d’Europe centrale et orientale en organisant des conférences internationales annuelles,,, ainsi que des ateliers.

### In Between?
In Between? est un projet éducationnel interdisciplinaire débuté en avril 2016. Les participants, âgés de 18 à 26 ans, mènent des recherches sur l’histoire orale dans les zones frontalières de l’Europe. 
En 2018, le projet In Between? a reçu une mention spéciale du prix du patrimoine culturel de l'UE/concours Europa Nostra. 